# Léandre Ducharme
Pour les articles homonymes, voir Ducharme.
Jean-Marie Léon Léandre Ducharme, né le 15 janvier 1817 à Lachine et mort le 24 novembre 1897 à Saint-Marc-sur-Richelieu, est un patriote franco-canadien.

## Biographie
Ducharme participe aux événements de Châteauguay en 1837-1838 et est condamné à mort pour haute-trahison avec Joseph-Narcisse Cardinal le 1er décembre 1838. Finalement envoyé en exil en Australie (1839), il est connu pour son ouvrage, publié en 1845, Journal d'un exilé aux terres australes.
Jules Verne le mentionne dans son roman Famille-Sans-Nom (partie 2, chapitre XIV).

## Publication
- Journal d'un exilé politique aux terres australes, Montréal : imprimé par F. Cinq-Mars, Bureau de l'Aurore, 1845, 106 p. (en ligne)